# Cappella Palatina
Kaplica Palatyńska (wł. Cappella Palatina) – rzymskokatolicka kaplica w Pałacu Normanów w Palermo, pierwotnie prywatna kaplica urządzona dla króla Sycylii Rogera II.
W 2015 została wpisana na listę Światowego Dziedzictwa UNESCO razem z innymi zabytkami architektury arabsko-normańskiej w Palermo oraz katedrami w Monreale i Cefalù.
Budowę kaplicy rozpoczęto w 1130, gdy Roger II został koronowany na króla Sycylii, zaś jej wyświęcenie miało miejsce w 1143. Początkowo był to wolno stojący budynek w sąsiedztwie Pałacu Normanów, jednak gdy ten został rozbudowany, kaplica stała się jego integralną częścią.
Obecnie patronem kaplicy jest św. Piotr Apostoł.
Architektura i wystrój świątyni łączą elementy normańskie, bizantyjskie, arabskie i sycylijskie. Cappella Palatina jest trójnawową bazyliką, podzieloną na nawy przez rzędy granitowych kolumn o złoconych korynckich kapitelach. W kopule kaplicy oraz w absydach położonych od strony wschodniej znajdują się mozaiki wykonane w latach 1140-1150 przez artystów sprowadzonych z Bizancjum. W kopule znajduje się wizerunek Chrystusa Pantokratora w otoczeniu czterech aniołów i czterech archaniołów. Mozaiki na południowej ścianie kaplicy i we wnętrzu naw powstawały w latach 1150-1170. Przedstawiają one sceny z życia świętych Piotra i Pawła oraz sceny z Księgi Rodzaju. Sufit kaplicy wykonany został z drewna cedrowego i ozdobiony scenami z życia codziennego, najprawdopodobniej przez twórców arabskich. Posadzkę kaplicy wykonali rzymscy murarze Cosmati. Z XII w. pochodzą również marmurowe ściany i ambona. Dziełem twórców z kręgu Cosmatich jest również wielki rzeźbiony świecznik, zwieńczony postacią Chrystusa z Ewangelią. Inskrypcje w kaplicy wykonane są w językach greckim i łacińskim.